# Rusland op het Europees kampioenschap voetbal 1996
Rusland was een van de zestien deelnemende landen aan het Europees kampioenschap voetbal 1996 in Engeland. De Russen deden voor de eerste keer mee als zelfstandige staat. Bij de vorige editie, in 1992 in Zweden, kwam de ploeg uit onder de naam Gemenebest van Onafhankelijke Staten.

## Kwalificatie
Rusland speelde in groep 8 van de kwalificatie voor het EK voetbal 1996. Tegenstanders waren Schotland, Griekenland, Finland, Faeröer en San Marino. Rusland kwalificeerde zich door ongeslagen als eerste te eindigen in de poule, met drie punten voorsprong op Schotland, dat daardoor play-offwedstrijden noest spelen.

### Wedstrijden
|                                                    |                                                                                |       |            |                                                                                            |
| 12 oktober 1994 EK-kwalificatie «onderlinge duels» | Rusland                                                                        | 4 – 0 | San Marino | Olympisch Stadion Loezjniki, Moskou Toeschouwers: 10.000 Scheidsrechter: Alain Hamer (LUX) |
| 12 oktober 1994 EK-kwalificatie «onderlinge duels» | Valeri Karpin 43' Igor Kolyvanov 64' Joeri Nikiforov 65' Dmitri Radtsjenko 67' |       |            | Olympisch Stadion Loezjniki, Moskou Toeschouwers: 10.000 Scheidsrechter: Alain Hamer (LUX) |

|                                                     |                 |       |                       |                                                                              |
| 16 november 1994 EK-kwalificatie «onderlinge duels» | Schotland       | 1 – 1 | Rusland               | Hampden Park, Glasgow Toeschouwers: 31.254 Scheidsrechter: Bo Karlsson (SWE) |
| 16 november 1994 EK-kwalificatie «onderlinge duels» | Scott Booth 19' |       | 25' Dmitri Radtsjenko | Hampden Park, Glasgow Toeschouwers: 31.254 Scheidsrechter: Bo Karlsson (SWE) |

|                                                  |         |       |           |                                                                                                |
| 29 maart 1995 EK-kwalificatie «onderlinge duels» | Rusland | 0 – 0 | Schotland | Olympisch Stadion Loezjniki, Moskou Toeschouwers: 13.939 Scheidsrechter: Hartmut Strampe (GER) |
| 29 maart 1995 EK-kwalificatie «onderlinge duels» |         |       |           | Olympisch Stadion Loezjniki, Moskou Toeschouwers: 13.939 Scheidsrechter: Hartmut Strampe (GER) |

|                                                  |             |                                                                               |         |                                                                                               |
| 26 april 1995 EK-kwalificatie «onderlinge duels» | Griekenland | 0 – 3                                                                         | Rusland | Kaftanzoglio Stadion, Thessaloniki Toeschouwers: 29.900 Scheidsrechter: Loris Stafoggia (ITA) |
| 26 april 1995 EK-kwalificatie «onderlinge duels» |             | 35' Joeri Nikiforov 80' (e.d.) Theodoris Zagorakis 82' Vladimir Bestsjastnych |         | Kaftanzoglio Stadion, Thessaloniki Toeschouwers: 29.900 Scheidsrechter: Loris Stafoggia (ITA) |

|                                               |                                                                     |       |         |                                                                                                   |
| 6 mei 1995 EK-kwalificatie «onderlinge duels» | Rusland                                                             | 3 – 0 | Faeröer | Olympisch Stadion Loezjniki, Moskou Toeschouwers: 5.024 Scheidsrechter: Sergo Kvaratskhelia (GEO) |
| 6 mei 1995 EK-kwalificatie «onderlinge duels» | Valeri Ketsjinov 53' Nikolaj Pisarev 72' Moechsin Moechamadnjev 80' |       |         | Olympisch Stadion Loezjniki, Moskou Toeschouwers: 5.024 Scheidsrechter: Sergo Kvaratskhelia (GEO) |

|                                                |            | |         |                                                                                     |
| 7 juni 1995 EK-kwalificatie «onderlinge duels» | San Marino | 0 – 7 | Rusland | Stadio Olimpico, Serravalle Toeschouwers: 1.367 Scheidsrechter: Karel Bohuněk (CZE) |
| 7 juni 1995 EK-kwalificatie «onderlinge duels» |            | 22' (pen.) Igor Dobrovolskiy 38' Vasiliy Kulkov 47' Sergey Kiryakov 48' Igor Shalimov 58' Vladimir Bestsjastnych 63' Igor Kolyvanov 87' Dmitriy Cheryshev |         | Stadio Olimpico, Serravalle Toeschouwers: 1.367 Scheidsrechter: Karel Bohuněk (CZE) |

|                                                     |         | |         |                                                                                    |
| 16 augustus 1995 EK-kwalificatie «onderlinge duels» | Finland | 0 – 6 | Rusland | Olympisch Stadion, Helsinki Toeschouwers: 14.210 Scheidsrechter: Sándor Puhl (HUN) |
| 16 augustus 1995 EK-kwalificatie «onderlinge duels» |         | 33' Vasili Kulkov 41' Valeri Karpin 43' Dmitri Radtsjenko 49' Vasili Kulkov 66' Igor Kolyvanov 69' Igor Kolyvanov |         | Olympisch Stadion, Helsinki Toeschouwers: 14.210 Scheidsrechter: Sándor Puhl (HUN) |

|                                                     |                                       |       | |                                                                           |
| 6 september 1995 EK-kwalificatie «onderlinge duels» | Faeröer                               | 2 – 5 | Rusland                                                                                            | Svangaskarð, Toftir Toeschouwers: 1.792 Scheidsrechter: Alan Snoddy (NIR) |
| 6 september 1995 EK-kwalificatie «onderlinge duels» | Henning Jarnskor 12' Todi Jónsson 53' |       | 9' Aleksandr Mostovoj 60' Sergey Kiryakov 65' Igor Kolyvanov 83' Illya Tsymbalar 88' Igor Shalimov | Svangaskarð, Toftir Toeschouwers: 1.792 Scheidsrechter: Alan Snoddy (NIR) |

|                                                    |                                                 |       |                        |                                                                                             |
| 11 oktober 1995 EK-kwalificatie «onderlinge duels» | Rusland                                         | 2 – 1 | Griekenland            | Olympisch Stadion Loezjniki, Moskou Toeschouwers: 41.000 Scheidsrechter: Gerd Grabher (AUT) |
| 11 oktober 1995 EK-kwalificatie «onderlinge duels» | Marinos Ouzounidis 38' (e.d.) Viktor Onopko 72' |       | 65' Giotis Tsalouhidis | Olympisch Stadion Loezjniki, Moskou Toeschouwers: 41.000 Scheidsrechter: Gerd Grabher (AUT) |

|                                                     |                                                             |       |                  |                                                                                |
| 15 november 1995 EK-kwalificatie «onderlinge duels» | Rusland                                                     | 3 – 1 | Finland          | Luzhniki Stadion, Moskou Toeschouwers: 3.505 Scheidsrechter: Markus Merk (GER) |
| 15 november 1995 EK-kwalificatie «onderlinge duels» | Dmitri Radtsjenko 40' Vasili Kulkov 55' Sergei Kiriakov 70' |       | 45' Kim Suominen | Luzhniki Stadion, Moskou Toeschouwers: 3.505 Scheidsrechter: Markus Merk (GER) |

### Eindstand
| Land        | Wed | Win | Gel | Ver | DV | DT | +/– | Pnt |
| ----------- | --- | --- | --- | --- | -- | -- | --- | --- |
| Rusland     | 10  | 8   | 2   | 0   | 34 | 5  | +29 | 26  |
| Schotland   | 10  | 7   | 2   | 1   | 19 | 3  | +16 | 23  |
| Griekenland | 10  | 6   | 0   | 4   | 23 | 9  | +14 | 18  |
| Finland     | 10  | 5   | 0   | 5   | 18 | 18 | 0   | 15  |
| Faeröer     | 10  | 2   | 0   | 8   | 10 | 35 | –25 | 6   |
| San Marino  | 10  | 0   | 0   | 10  | 2  | 36 | –34 | 0   |

## Oefeninterlands
Rusland speelde acht oefenwedstrijden voorafgaand aan het EK voetbal in Engeland. Daarin bleef de ploeg van bondscoach Oleg Romantsev ongeslagen.
|                                                      |       |                                       |         |                                                                                     |
| 7 februari 1996 Vriendschappelijk «onderlinge duels» | Malta | 0 – 2                                 | Rusland | Ta' Qali Stadium, Ta' Qali Toeschouwers: 2.000 Scheidsrechter: Milan Mitrović (SLO) |
| 7 februari 1996 Vriendschappelijk «onderlinge duels» |       | 25' Valeri Karpin 63' Sergei Kiriakov |         | Ta' Qali Stadium, Ta' Qali Toeschouwers: 2.000 Scheidsrechter: Milan Mitrović (SLO) |

|                                                      |         |                                                             |         |                                                                                    |
| 9 februari 1996 Vriendschappelijk «onderlinge duels» | IJsland | 0 – 3                                                       | Rusland | Ta' Qali Stadium, Ta' Qali Toeschouwers: 430 Scheidsrechter: Alfred Micaleff (MLT) |
| 9 februari 1996 Vriendschappelijk «onderlinge duels» |         | 12' Andrej Kantsjelskis 63' Valeri Karpin 65' Valeri Karpin |         | Ta' Qali Stadium, Ta' Qali Toeschouwers: 430 Scheidsrechter: Alfred Micaleff (MLT) |

|                                                                 |                                                               |       |                         |                                                                                    |
| 11 februari 1996 Vriendschappelijk «onderlinge duels» 14:30 uur | Rusland                                                       | 3 – 1 | Slovenië                | Ta' Qali Stadium, Ta' Qali Toeschouwers: 4.000 Scheidsrechter: Charles Agius (MLT) |
| 11 februari 1996 Vriendschappelijk «onderlinge duels» 14:30 uur | Igor Simutenkov 13' Dmitri Alenitsjev 18' Igor Simutenkov 73' |       | 80' (pen.) Primož Gliha | Ta' Qali Stadium, Ta' Qali Toeschouwers: 4.000 Scheidsrechter: Charles Agius (MLT) |

|                                                    |         |                                           |         |                                                                               |
| 27 maart 1996 Vriendschappelijk «onderlinge duels» | Ierland | 0 – 2                                     | Rusland | Lansdowne Road, Dublin Toeschouwers: 47.000 Scheidsrechter: Hugo Luyten (NED) |
| 27 maart 1996 Vriendschappelijk «onderlinge duels» |         | 34' Aleksandr Mostovoj 53' Igor Kolyvanov |         | Lansdowne Road, Dublin Toeschouwers: 47.000 Scheidsrechter: Hugo Luyten (NED) |

|                                                    |        |       |         |                                                                                             |
| 24 april 1996 Vriendschappelijk «onderlinge duels» | België | 0 – 0 | Rusland | Koning Boudewijnstadion, Brussel Toeschouwers: 14.549 Scheidsrechter: Graziano Cesari (ITA) |
| 24 april 1996 Vriendschappelijk «onderlinge duels» |        |       |         | Koning Boudewijnstadion, Brussel Toeschouwers: 14.549 Scheidsrechter: Graziano Cesari (ITA) |

|                                                  |                                                                |       | |                                                                                               |
| 25 mei 1996 Vriendschappelijk «onderlinge duels» | Qatar                                                          | 2 – 5 | Rusland                                                                                                 | Khalifa International Stadium, Doha Toeschouwers: 2.500 Scheidsrechter: Jassem Al Khori (QAT) |
| 25 mei 1996 Vriendschappelijk «onderlinge duels» | Mubarak Mustafa Fazli 53' (pen.) Abdulaziz Hassan Bujaloof 89' |       | 2' Sergey Kiryakov 5' Andrej Kantsjelskis 26' Igor Kolyvanov 58' Sergey Kiryakov 79' Aleksandr Mostovoj | Khalifa International Stadium, Doha Toeschouwers: 2.500 Scheidsrechter: Jassem Al Khori (QAT) |

|                                                  |                     |       |             |                                                                                |
| 29 mei 1996 Vriendschappelijk «onderlinge duels» | Rusland             | 1 – 0 | VA Emiraten | Dinamo Stadion, Moskou Toeschouwers: 5.500 Scheidsrechter: Romāns Lajuks (LAT) |
| 29 mei 1996 Vriendschappelijk «onderlinge duels» | Igor Simutenkov 84' |       |             | Dinamo Stadion, Moskou Toeschouwers: 5.500 Scheidsrechter: Romāns Lajuks (LAT) |

|                                                  |                                              |       |       |                                                                                  |
| 2 juni 1996 Vriendschappelijk «onderlinge duels» | Rusland                                      | 2 – 0 | Polen | Dinamo Stadion, Moskou Toeschouwers: 8.000 Scheidsrechter: Serhiy Tatulyan (UKR) |
| 2 juni 1996 Vriendschappelijk «onderlinge duels» | Joeri Kovtoen 21' Vladimir Bestsjastnych 72' |       |       | Dinamo Stadion, Moskou Toeschouwers: 8.000 Scheidsrechter: Serhiy Tatulyan (UKR) |

## EK-selectie
Bondscoach Oleg Romantsev nam onderstaande spelers op in zijn EK-selectie. In onderstaand overzicht is het aantal interlands (goals) bijgewerkt tot en met de laatste oefeninterland van Rusland, op 2 juni tegen Polen.
| Nummer / Naam    | Nummer / Naam          | Geboortedatum     | Caps | Goals | Club               | Duels | Goal | Weggestuurd | Kreeg voor de tweede keer geel en dus rood | Kreeg geel |
| Doel             | Doel                   | Doel              | Doel | Doel  | Doel               | Doel  | Doel | Doel        | Doel                                       | Doel       |
| ---------------- | ---------------------- | ----------------- | ---- | ----- | ------------------ | ----- | ---- | ----------- | ------------------------------------------ | ---------- |
| 1                | Dmitri Charin          | 16 augustus 1968  | 35   | 0     | Chelsea            | 1     | 0    | 0           | 0                                          | 0          |
| 12               | Stanislav Tsjertsjesov | 2 september 1963  | 36   | 0     | FC Tirol Innsbruck | 2     | 0    | 0           | 0                                          | 0          |
| 22               | Sergej Ovtsjinnikov    | 10 november 1970  | 2    | 0     | Lokomotiv Moskou   | 0     | 0    | 0           | 0                                          | 0          |
| Verdediging      |                        |                   |      |       |                    |       |      |             |                                            |            |
| 2                | Omar Tetradze          | 13 oktober 1969   | 23   | 0     | Alania Vladikavkaz | 3     | 1    | 0           | 0                                          | 0          |
| 3                | Joeri Nikiforov        | 16 september 1970 | 28   | 3     | Spartak Moskou     | 2     | 0    | 1           | 0                                          | 0          |
| 5                | Joeri Kovtoen          | 5 januari 1970    | 16   | 1     | Dinamo Moskou      | 2     | 0    | 1           | 0                                          | 1          |
| 7                | Viktor Onopko          | 14 oktober 1969   | 43   | 2     | Real Oviedo        | 2     | 0    | 2           | 0                                          | 0          |
| 13               | Evgeniy Bushmanov      | 2 november 1971   | 3    | 0     | CSKA Moskou        | 1     | 0    | 0           | 0                                          | 0          |
| 20               | Sergei Gorlukovich     | 18 november 1961  | 17   | 0     | Spartak Moskou     | 1     | 0    | 0           | 0                                          | 0          |
| Middenveld       |                        |                   |      |       |                    |       |      |             |                                            |            |
| 4                | Ilia Tsymbalar         | 17 juni 1969      | 16   | 2     | Spartak Moskou     | 3     | 1    | 1           | 0                                          | 0          |
| 6                | Valeri Karpin          | 2 februari 1969   | 31   | 8     | Real Sociedad      | 3     | 0    | 0           | 0                                          | 0          |
| 8                | Andrej Kantsjelskis    | 23 januari 1969   | 44   | 23    | Everton            | 1     | 0    | 1           | 0                                          | 0          |
| 10               | Aleksandr Mostovoj     | 22 augustus 1968  | 32   | 5     | RC Strasbourg      | 3     | 1    | 0           | 0                                          | 0          |
| 14               | Igor Dobrovolskiy      | 27 augustus 1967  | 45   | 2     | zonder club        | 1     | 0    | 0           | 0                                          | 0          |
| 15               | Igor Shalimov          | 2 februari 1969   | 21   | 3     | Udinese            | 1     | 0    | 0           | 0                                          | 0          |
| 18               | Igor Yanovski          | 3 augustus 1974   | 2    | 0     | Alania Vladikavkaz | 2     | 0    | 1           | 0                                          | 0          |
| 19               | Vladislav Radimov      | 26 november 1975  | 9    | 0     | CSKA Moskou        | 2     | 0    | 1           | 0                                          | 0          |
| 21               | Dmitri Chochlov        | 22 december 1975  | 2    | 0     | CSKA Moskou        | 2     | 0    | 0           | 0                                          | 0          |
| Aanval           |                        |                   |      |       |                    |       |      |             |                                            |            |
| 9                | Igor Kolyvanov         | 6 maart 1968      | 42   | 8     | Foggia             | 3     | 0    | 1           | 0                                          | 0          |
| 11               | Sergei Kiriakov        | 1 januari 1970    | 35   | 10    | Karlsruher SC      | 1     | 0    | 0           | 0                                          | 0          |
| 16               | Igor Simutenkov        | 4 maart 1973      | 9    | 4     | Reggiana           | 2     | 0    | 0           | 0                                          | 0          |
| 17               | Vladimir Bestsjastnych | 1 april 1974      | 18   | 6     | Werder Bremen      | 1     | 1    | 0           | 0                                          | 0          |
| Bondscoach       |                        |                   |      |       |                    |       |      |             |                                            |            |
| Vlag van Rusland | Oleg Romantsev         | 4 januari 1954    |      |       |                    |       |      |             |                                            |            |

## EK-wedstrijden

### Groep C
|                                                           |                                                |           |                     |                                                                                   |
| 11 juni EK-eindronde Groep C «onderlinge duels» 16:30 uur | Italië                                         | 2 – 1     | Rusland             | Anfield Road, Liverpool Toeschouwers: 35.120 Scheidsrechter: Leslie Mottram (SCO) |
| 11 juni EK-eindronde Groep C «onderlinge duels» 16:30 uur | Pierluigi Casiraghi 4' Pierluigi Casiraghi 51' | (details) | 21' Illya Tsymbalar | Anfield Road, Liverpool Toeschouwers: 35.120 Scheidsrechter: Leslie Mottram (SCO) |

|                                                           |                                                               |           |         |                                                                                        |
| 16 juni EK-eindronde Groep C «onderlinge duels» 16:30 uur | Duitsland                                                     | 3 – 0     | Rusland | Old Trafford, Manchester Toeschouwers: 50.760 Scheidsrechter: Kim Milton Nielsen (DEN) |
| 16 juni EK-eindronde Groep C «onderlinge duels» 16:30 uur | Matthias Sammer 56' Jürgen Klinsmann 77' Jürgen Klinsmann 90' | (details) |         | Old Trafford, Manchester Toeschouwers: 50.760 Scheidsrechter: Kim Milton Nielsen (DEN) |

|                                                           |                                                      |           |                                                                     |                                                                                 |
| 19 juni EK-eindronde Groep C «onderlinge duels» 19:30 uur | Tsjechië                                             | 3 – 3     | Rusland                                                             | Anfield Road, Liverpool Toeschouwers: 10.000 Scheidsrechter: Anders Frisk (SWE) |
| 19 juni EK-eindronde Groep C «onderlinge duels» 19:30 uur | Jan Suchopárek 6' Pavel Kuka 19' Vladimír Šmicer 89' | (details) | 49' Aleksandr Mostovoj 54' Omar Tetradze 85' Vladimir Bestsjastnych | Anfield Road, Liverpool Toeschouwers: 10.000 Scheidsrechter: Anders Frisk (SWE) |

### Eindstand
| Land      | Wed | Win | Gel | Ver | DV | DT | +/– | Pnt |
| --------- | --- | --- | --- | --- | -- | -- | --- | --- |
| Duitsland | 3   | 2   | 1   | 0   | 6  | 0  | +5  | 7   |
| Tsjechië  | 3   | 1   | 1   | 1   | 5  | 6  | –1  | 4   |
| Italië    | 3   | 1   | 1   | 1   | 3  | 3  | 0   | 4   |
| Rusland   | 3   | 0   | 1   | 2   | 4  | 8  | –4  | 1   |

RFS · A-internationals · Bondscoaches · Selecties · Statistieken · Russisch vrouwenelftal · Rusland U21 · Rusland U20 · Rusland U19 · Rusland U18 · Rusland U17 · Rusland U16
1912 – 1914 · 
1992 – 1999 · 
2000 – 2009 · 
2010 – 2019 ·
2020 − 2029
EK 1992** · 
EK 1996 · 
EK 2004 · 
EK 2008 · 
EK 2012 · 
EK 2016 · 
EK 2020
WK 1994 · 
WK 1998 · 
WK 2002 · 
WK 2006 · 
WK 2010 · 
WK 2014 · 
WK 2018
OS 1912
1912 · 
1913 · 
1914 · 
1915–1991 · 
1992 · 
1993 · 
1994 · 
1995 · 
1996 · 
1997 · 
1998 · 
1999 · 
2000 · 
2001 · 
2002 · 
2003 · 
2004 · 
2005 · 
2006 · 
2007 · 
2008 · 
2009 · 
2010 · 
2011 · 
2012 · 
2013 · 
2014 · 
2015 · 
2016 · 
2017 · 
2018 ·
2019 ·
2020 ·
2021 ·
2022 ·
2023 ·
2024 ·
2025
Albanië ·
Algerije ·
Andorra · 
Argentinië ·
Armenië · 
Azerbeidzjan · 
België ·
Bolivia · 
Brazilië ·
Brunei ·
Bulgarije · 
Chili ·
Costa Rica ·
Cuba ·
Cyprus · 
Denemarken · 
Duitsland · 
Egypte ·
Engeland ·
El Salvador ·
Estland · 
Faeröer · 
 Finland · 
Frankrijk · 
Georgië · 
Ghana ·
Grenada ·
Griekenland · 
Hongarije ·
Ierland ·
IJsland ·
Irak ·
Iran ·
Israël · 
Italië ·
Ivoorkust ·
Japan ·
Joegoslavië ·
Kameroen ·
Kazachstan ·
Kenia ·
Kirgizië ·
Kroatië · 
Letland · 
Liechtenstein · 
Litouwen · 
Luxemburg ·  
Malta ·
Marokko · 
Mexico · 
Moldavië · 
Montenegro · 
Nederland · 
Nieuw-Zeeland ·
Noord-Ierland · 
Noord-Macedonië ·
Noorwegen · 
Oekraïne · 
Oezbekistan ·
Oostenrijk · 
Polen ·
Portugal ·
Qatar · 
Roemenië · 
San Marino · 
Saoedi-Arabië · 
Schotland · 
Servië · 
Slovenië · 
Slowakije · 
Spanje · 
Syrië ·
Tadzjikistan ·
Tsjechië · 
Tunesië ·
Turkije ·
Uruguay · 
Verenigde Arabische Emiraten · 
Verenigde Staten ·
Vietnam  ·
Wales · 
Wit-Rusland ·
Zuid-Korea · 
Zweden · 
Zwitserland
Algerije (2014) · 
België (2014) · 
België (2021) · 
Denemarken (2021) ·
Egypte (2018) ·
Engeland (2016) ·
Finland (2021) ·
Griekenland (2008) ·
Griekenland (2012) ·
Kroatië (2018) ·
Nederland (2008) ·
Polen (2012) ·
Saoedi-Arabië (2018) ·
Slowakije (2016) ·
Spanje (2008, groepsfase) ·
Spanje (2008, halve finale) ·
Spanje (2018) ·
Tsjechië (2012) ·
Uruguay (2018) ·
Wales (2016) ·
Zuid-Korea (2014) ·
Zweden (2008)
** = Onder de naam Gemenebest van Onafhankelijke Staten